# Стъклен свят
„Краят на началото“ е първият студиен албум на певицата Ирина Флорин, издаден през 1994 г. от музикалната компания Унисон мюзик. 

## Песни
1. „Като въздишка“ – 4:08
2. „Нежност“ – 3:57
3. „Само с теб“ – 4:50
4. „Стъклен свят“ – 4:15
5. „За теб“ – 4:04
6. „Кръговрат“ – 4:28
7. „След любовта“ – 4:22
8. „Белези“ – 3:55
9. „Оттук нататък“ – 3:56
10. „Дъжд и сълзи“ – 4:01
11. „Самота“ – 3:20
12. „Това е всичко“ – 3:17
13. „Всичко е любов“ – 4:38